# Vufflens-le-Château
Vufflens-le-Château es una comuna suiza del cantón de Vaud, situada en el distrito de Morges. Limita al norte con la comuna de Vaux-sur-Morges, al este con Echichens, al sureste con Morges, al sur con Chigny y Lully, al oeste con Denens, y al noroeste con Bussy-Chardonney.
Hasta el 31 de diciembre de 2007 la comuna formó parte del círculo de Colombier.

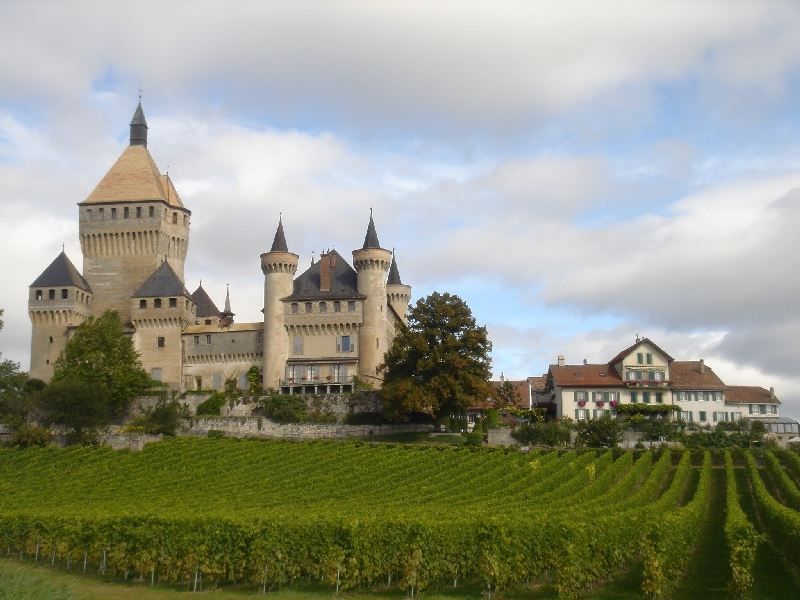
Castillo de Vufflens (-le-Château).